# Khalida Safarova
Pour les articles homonymes, voir Safarova.
Khalida Safarova (en azéri : Xalidə Ələkbər qızı Səfərova), née le 25 août 1926 à Gandja et morte le 23 décembre 2005 à Bakou, est une peintre azerbaïdjanaise. Elle est nommée artiste du peuple de la RSS d'Azerbaïdjan en 1989.

## Biographie
De 1941 à 1944, Khalida Safarova étudie au Collège d'art d'État d'Azerbaïdjan Azim Azimzade, et de 1949 à 1955, à la faculté d'art de l'Institut national de cinématographie à Moscou.
Khalida Safarova épouse le peintre Mahmud Taguiyev (en) en 1946.

## Œuvre
Les premiers travaux de Khalida Safarova Une lettre du front et les illustrations du poème de Nizami Khosrow et Chirine sont présentés à l'exposition de l'Académie des arts de l'URSS, à l'Institut national de cinématographie, ainsi qu'à des festivals de cinéma à Prague et à Paris, en 1956.
Khalida Safarova accorde dans son œuvre une place prépondérante aux peintures de paysage et aux natures mortes. Ses natures mortes incluent Fleur d’automne (1956), Fleurs de printemps (1971), Fleurs de Montmartre (1985), Sur le balcon, Chrysanthèmes, Lilas, Lys, Jonquilles, Fleur de grenade.
L'artiste rend compte de ses visites dans les régions d'Azerbaïdjan lors de la première exposition commune avec Mahmud Taguiyev en 1947 à Bakou. Elle participé à l'exposition avec environ 70 peintures et graphiques, plus de 150 études, paysages et natures mortes. Les œuvres soumises comprennent des œuvres telles que Trois chênes, Avant la pluie, Nature morte dans le jardin, Nature morte dans le vignoble.

## Portraits
L'artiste peint également un certain nombre de portraits. Il y a notamment : Gardien de but, celui de la ballerine Leyla Vekilova, des peintres Maral Rahmanzade et Mahmud Taguiyev. Dans les années 1960 elle fait des compositions à plusieurs figures représentant des matchs de football, de cyclisme, d'aviron. Ses œuvres Gymnastes, Relais, Cycliste (1969), Joueurs de football, Polo sont des exemples traitant du sport.

## Paysages d’Azerbaїdjan
Khalida Safarova peint de nombreuses natures mortes et paysages dans les régions et villages d'Azerbaïdjan. Les œuvres de l'artiste Bouquet de roses, Roses et cyprès, Après la pluie, Avions, Cueilleuse de pommes illustrant la vie de village, revêtent une importance particulière. Ses œuvres reflètent la nature d'Absheron, du Karabakh, d'Aghdam et d'autres régions d'Azerbaïdjan. Les paysages de cette série incluent Matin brumeux, Printemps dans le pré, Soleil d’automne et Quand le coton fleurit. Son tableau Volez, les pigeons a une place particulière parmi les thèmes de la vie quotidienne. L'artiste crée le triptyque Mon pays dans les années 1970.

## Voyage en France
En 1985, Khalida Safarova voyage en France et décrit les paysages et les plaines de la Seine. L'artiste réalise les œuvres telles que Automne en Provence, Café Arles, Port de Marseille et Côte Marting. Elle travaille sur des tableaux Paris Notre Dame, Nuit à violettes, Cité dans différentes versions. Certains de ses travaux, réalisés lors de sa visite en France, sont exposés à l'exposition de l'Ambassade de France à Bakou.

## Expositions personnels
Des expositions personnelles de Khalida Safarova sont organisées à Bakou en 1947 avec M. Taguiyev au Musée national d'art d'Azerbaïdjan, en 1980 (exposition consacrée au 35e anniversaire de son œuvre), en 1984 et 2002 (à l'ambassade de France), en 1988 à Moscou (en collaboration avec M. Taguiyev).
Au cours des différentes années de sa carrière, les œuvres de Khalida Safarova sont exposées notamment en Russie, en Turquie, en Roumanie, en Hongrie, en Pologne, en Algérie et en Israël. Ses œuvres sont conservées aux États-Unis, en Allemagne, en Russie, en Turquie, en République tchèque, dans de nombreux musées et collections privées.